# Список лучших футболистов XX века по версии МФФИИС
В 2000 году Международная федерация футбольной истории и статистики (англ. International Federation of Football History & Statistics) организовала выборы «Футболиста столетия» (англ. Football Player of the Century), выборы состояли из опроса журналистов и футбольных ветеранов различных стран.

## Лучшие игроки столетия
1. Пеле (Бразилия) — 1705
2. Йохан Кройф (Нидерланды) — 1303
3. Франц Беккенбауэр (Германия) — 1228
4. // Альфредо Ди Стефано (Аргентина, Испания) — 1215
5. Диего Марадона (Аргентина) — 1214
6. Ференц Пушкаш (Венгрия) — 810
7. Мишель Платини (Франция) — 722
8. Гарринча (Бразилия) — 624
9. Эйсебио (Португалия) — 544
10. Бобби Чарльтон (Англия) — 508
11. Стэнли Мэтьюз (Англия) — 368
12. Марко ван Бастен (Нидерланды) — 315
13. Герд Мюллер (Германия) — 265
14. Зико (Бразилия) — 207
15. Лотар Маттеус (Германия) — 202
16. Джордж Бест (Северная Ирландия) — 187
17. Хуан Альберто Скьяффино (Уругвай) — 158
18. Рууд Гуллит (Нидерланды) — 119
19. Диди (Бразилия) — 116
20. Джанни Ривера (Италия) — 116
21. Джузеппе Меацца (Италия) — 108
22. Маттиас Синделар (Австрия) — 106
23. Фриц Вальтер (Германия) — 103
24. Бобби Мур (Англия) — 98
25. Хосе Мануэль Морено (Аргентина) — 96
26. Уго Санчес (Мексика) — 85
27. Джордж Веа (Либерия) — 79
28. Роже Милла (Камерун) — 78
29. Хосе Леандро Андраде (Уругвай) — 74
30. Жюст Фонтен (Франция) — 73
31. Франсиско Хенто (Испания) — 73
32. / Ладислав Кубала (Венгрия, Испания) — 71
33. Франко Барези (Италия) — 70
34. Йозеф Бицан (Чехословакия) — 63
35. Карл-Хайнц Румменигге (Германия) — 59
36. Омар Сивори (Аргентина) — 56
37. Элиас Фигероа (Чили) — 55
38. Кевин Киган (Англия) — 53
39. Шандор Кочиш (Венгрия) — 52
40. Эктор Скароне (Уругвай) — 51
41. Йозеф Масопуст (Чехословакия) — 46
42. Джачинто Факкетти (Италия) — 44
43. Раймон Копа (Франция) — 41
44. Алессандро «Сандро» Маццола (Италия) — 41
45. Уве Зеелер (Германия) — 40
46. Гуннар Нордаль (Швеция) — 36
47. Зизиньо (Бразилия) — 35
48. Теофило Кубильяс (Перу) — 34
49. Арсенио Эрико (Парагвай) — 30
50. Денис Лоу (Шотландия) — 29
51. Сильвио Пиола (Италия) — 28
52. Адольфо Педернера (Аргентина) — 27
53. Обдулио Хасинто Варела (Уругвай) — 24
54. Артур Фриденрайх (Бразилия) — 23
55. Микаэль Лаудруп (Дания) — 22
56. / Альберто Спенсер (Эквадор) — 21
57. Йожеф Божик (Венгрия) — 21
58. Тостао (Бразилия) — 19
59. Эрнст Оцвирк (Австрия) — 18
60. Поль ван Химст (Бельгия) — 11
61. Чха Бом Гын (Южная Корея) — 11
62. Рабах Маджер (Алжир) — 10
63. Лахдар Беллуми (Алжир) — 10
64. Олег Блохин (СССР) — 9
65. Луис Кубилья (Уругвай) — 9
66. Маджид Абдулла (Саудовская Аравия) — 9

## Лучшие вратари столетия
1. Лев Яшин (СССР) — 1002
2. Гордон Бэнкс (Англия) — 717
3. Дино Дзофф (Италия) — 661
4. Зепп Майер (Германия) — 456
5. Рикардо Самора (Испания) — 443
6. Хосе Луис Чилаверт (Парагвай) — 373
7. Петер Шмейхель (Дания) — 291
8. Питер Шилтон (Англия) — 196
9. Франтишек Планичка (Чехословакия) — 194
10. Амадео Каррисо (Аргентина) — 192
11. Жилмар (Бразилия) — 160
12. Ладислао Мазуркевич (Уругвай) — 144
13. Пат Дженнингс (Северная Ирландия) — 132
14. Убальдо Фильоль (Аргентина) — 121
15. Антонио Карбахаль (Мексика) — 105
16. Жан-Мари Пфафф (Бельгия) — 95
17. Ринат Дасаев (СССР) — 89
18. Дьюла Грошич (Венгрия) — 87
19. Томас Равелли (Швеция) — 66
20. Вальтер Дзенга (Италия) — 62
21. Владимир Беара (Югославия) — 59
22. Мишель Прюдомм (Бельгия) — 57
23. Харальд Шумахер (Германия) — 51
24. Рудольф «Руди» Хиден (Австрия) — 51
25. Иво Виктор (Чехословакия) — 44
26. Фрэнк Свифт (Англия) — 43
27. Уго Гатти (Аргентина) — 40
28. Хорхе Кампос (Мексика) — 37
29. Эдвин ван дер Сар (Нидерланды) — 36
30. Роке Масполи (Уругвай) — 36
31. Тома Н’Коно (Камерун) — 36
32. Рене Игита (Колумбия) — 33
33. Жозеф-Антуан Белл (Камерун) — 33
34. Андони Субисаррета (Испания) — 32
35. Эмерсон Леао (Бразилия) — 29
36. Ян Томашевски (Польша) — 29
37. Ханс ван Брёкелен (Нидерланды) — 27
38. Вальтер Земан (Австрия) — 27
39. Мохамед Аль-Деайя (Саудовская Аравия) — 25
40. Джанпьеро Комби (Италия) — 23

## По конфедерациям

### Африка

#### Игроки столетия
- 1.  Джордж Веа (Либерия) — 95
- 2.  Роже Милла (Камерун) — 77
- 3.  Абеди Пеле (Гана) — 72
- 4.  Лахдар Беллуми (Алжир) — 56
- 5.  Рабах Маджер (Алжир) — 51
- 6.  Теофиль Абега (Камерун) — 39
- 7.  Лоран Поку (Кот-д’Ивуар) — 38
- 8.  Франсуа Омам-Бийик (Камерун) — 37
- 9.  Ахмед Фарас (Марокко) — 35
- 10.  Финиди Джордж (Нигерия) — 32
- 11.  Калуша Бвалиа (Замбия) — 31
- 11.  Махмуд Эль-Хатиб (Египт) — 31
- 13.  Яфет Н’Дорам (Чад) — 30
- 14.  Юсеф Фофана (Кот-д’Ивуар) — 29
- 15.  Абдель Азиз Будербала (Марокко) — 28
- 15.  Тарек Диаб (Тунис) — 28
- 17.  Рашиди Йекини (Нигерия) — 27
- 18.  Даниэль Амокачи (Нигерия) — 26
- 19.  Ларби Бен Барек (Марокко) — 22
- 19.  Али Бенчех (Алжир) — 22
- 19.  Сегун Одегбами (Нигерия) — 22
- 19.  Ибрагим Юсуф (Египт) — 22
- 23.  Тахар Абу-Зеид (Египт) — 21
- 24.  Петит Сорри (Гвинея) — 20
- 24.  Энтони Йебоа (Гана) — 20
- 26.  Эммануэль Амунике (Нигерия) — 19
- 26.  Тшимен Бванга (Демократическая Республика Конго) — 19
- 28.  Али Абугрейсма (Египт) — 18
- 29.  Папа Камара (Гвинея) — 18
- 30.  Мохаммед Тимуми (Марокко) — 17
- 31.  Карим Абдул Разак (Гана) — 16
- 31.  Шериф Сулейман (Гвинея) — 16
- 33.  Нванкво Кану (Нигерия) — 15
- 34.  Виктор Икпеба (Нигерия) — 14
- 34.  Жан Манга-Онгене (Камерун) — 14
- 34.  Бенгали Силла (Гвинея) — 13
- 37.  Магди Абдельгани (Египет) — 13
- 37.  Опоку (Н'Ти) Африйе (Гана) — 13
- 39.  Етефе Какото (Демократическая Республика Конго) — 12
- 39.  Роберт Менса (Гана) — 12
- 39.  Хани Рамзи (Египет) — 12
- 42.  Мохаммед Кейта (Гвинея) — 11
- 42.  Джамел Лалмас (Алжир) — 11
- 44.  Адольф Арма (Гана) — 10
- 44.  Салах Ассао (Алжир) — 10
- 44.  Марк Фиш (ЮАР) — 10
- 44.  Салиф Кейта (Мали) — 10
- 44.  Серж-Алаин Магуи (Кот д’Ивуар) — 10
- 44.  Пол Мукила (Республика Конго) — 10
- 44.  Сандей Олисе (Нигерия) — 10
- 44.  Ибрахим Сандей (Гана) — 10

#### Вратари столетия
- 1.  Жозеф-Антуан Белл (Камерун) — 39
- 2.  Томас Н'Коно (Камерун) — 30
- 3.  Садок Сасси Аттуга (Тунис) — 26
- 4.  Баду Заки (Марокко) — 24
- 5.  Мвемба Казади (Демократическая Республика Конго) — 19
- 6.  Жак Сонго’о (Камерун) — 13
- 7.  Брюс Гроббелаар (Зимбабве) — 11
- 8.  Ахмед Шубейр (Египет) — 10
- 9.  Ален Гуамене (Кот д’Ивуар) — 9
- 10.  Питер Руфаи (Нигерия) — 6

### Азия

#### Игроки столетия
- 1. Чха Бом Гын (Южная Корея) — 112
- 2. Ким Джусон (Южная Корея) — 93
- 3. Маджид Абдулла (Саудовская Аравия) — 87
- 4. Кадзуёси Миура (Япония) — 71
- 5. Кунисигэ Камамото (Япония) — 70
- 6. Саид Аль-Овайран (Саудовская Аравия) — 68
- 7. Али Даеи (Иран) — 64
- 8. Ходадад Азизи (Иран) — 59
- 9. Ахмед Рахди (Ирак) — 48
- 10. Карим Багери (Иран) — 47
- 11. Чхве Сунхо (Южная Корея) — 33
- 12. Масами Ихара (Япония) — 31
- 13. Прадип Кумар Банерджи (Индия) — 27
- 14. Фейсал Ад-Дахиль (Кувейт) — 23
- 14. Али Парвин (Иран) — 23
- 16. Фань Чжии (Китай) — 22
- 16. Хон Мён Бо (Южная Корея) — 22
- 16. Ясухико Окудэра (Япония) — 22
- 19. Пьяпонг Пье-оун (Таиланд) — 21
- 19. Хассан Ровшан (Иран) — 21
- 21. Пак Ду Ик (Северная Корея) — 19
- 22. Ави Кохен (Израиль) — 17
- 23. Чхон Хэвон (Южная Корея) — 16
- 23. Гу Гуанмин (Китай) — 16
- 25. Хуссейн Саид (Ирак) — 15
- 25. Натипонг Сритонг-Ин (Таиланд) — 15
- 27. Фахад Аль-Биши (Саудовская Аравия) — 14
- 27. Хван Сонхон (Южная Корея) — 14
- 29. Ахмад Фанди (Сингапур) — 13
- 30. Мохтар Дахари (Малайзия) — 12
- 30. Аднан ат-Тальяни (ОАЭ)

#### Вратари столетия
- 1.  Мохамед Аль-Деайя (Саудовская Аравия) — 54
- 2.  Нассер Хеджази (Иран) — 18
- 3.  Чхве Ин-ён (Южная Корея) — 15
- 4.  Чжан Хуэйкан (Китай) — 14
- 5.  Фу Юйбинь (Китай) — 8
- 5.  Хамуд Султан (Бахрейн) — 8
- 5.  Петер Тангарай (Индия) — 8
- 8.  Халид Аль-Фадли (Кувейт) — 7
- 8.  Мохаммед Вафах Саами (Катар) — 7
- 10.  Цю Чжицян (Чоу Чикёнг) (Малайзия) — 6

### Центральная и Северная Америка

#### Игроки столетия
- 1. Уго Санчес (Мексика) — 107
- 2. Луис де ла Фуэнте (Мексика) — 45
- 3. Карлос Мануэль Эрмосильо (Мексика) — 42
- 4. Орасио Касарин Гарсиласо (Мексика) — 40
- 5. Рауль Карденас де ла Вега (Мексика) — 39
- 6. Билли Гонсалвес (США) — 33
- 7. Сальвадор Рейес Монтеон (Мексика) — 30
- 8. Хулио Сесар Дели Вальдес (Панама) — 29
- 8. Брюс Уилсон (Канада) — 29
- 10. Хорхе Альберто Гонсалес Барильяс (Сальвадор) — 24
- 11. Маурисио Сьенфуэгос (Сальвадор) — 21
- 11. Эрик Винальда (США) — 21
- 13. Уолтер Бар (США) — 17
- 14. Хесус дель Муро (Мексика) — 15
- 15. Рауль Игнасио Диас Арсе (Сальвадор) — 14
- 15. Алехандро Морера (Коста-Рика) — 14
- 17. Марио Лопес (Куба) — 13
- 18. Густаво Пенья (Мексика) — 11
- 19. Марсело Бальбоа (США) — 10
- 19. Боб Ленардуцци (Канада) — 10
- 19. Оскар Энрике «Конехо» Санчес (Гватемала) — 10
- 22. Бенхамин Галиндо Марентес (Мексика) — 9
- 22. Рональд Гомес (Коста-Рика) — 9
- 22. Хуан Карлос Плата (Гватемала) — 9
- 22. Хильберто Йервуд (Гондурас) — 9
- 22. Дуайт Йорк (Тринидад и Тобаго) — 9
- 27. Хуан Карреньо (Мексика) — 8
- 27. Рохер Гомес (Коста-Рика) — 8
- 27. Хосе Рафаэль Меса (Коста-Рика) — 8
- 27. Николас Суасо (Гондурас) — 8
- 31. Хорхе Рольдан (Гватемала) — 7
- 31. Луис Эрнесто Тапиа (Панама) — 7

#### Вратари столетия
- 1  Антонио Феликс Карбахаль (Мексика) — 52
- 2.  Луис Габело Конехо (Коста-Рика) — 25
- 3.  Кейси Келлер (США) — 24
- 4.  Хорхе Кампос (Мексика) — 22
- 5.  Анри Франсийон (Гаити) — 17
- 6.  Рауль Эстрада (Мексика) — 9
- 7.  Джеймс «Джо» Кеннавей (Канада) — 7
- 8.  Крейг Форрест (Канада) — 6
- 9.  Игнасио Франсиско Кальдерон (Мексика) — 5
- 10.  Мануэль «Тамалон» Гарай (Сальвадор) — 4

### Европа

#### Игроки столетия
- 1.  Йохан Кройф — (Нидерланды) — 753
- 2.  Франц Беккенбауэр (Германия) — 709
- 3.  Альфредо Ди Стефано (Испания) — 708
- 4.  Ференц Пушкаш (Венгрия) — 667
- 5.  Мишель Платини (Франция) — 505
- 6.  Эйсебио (Португалия) — 370
- 7.  Бобби Чарльтон (Англия) — 303
- 8.  Стэнли Мэтьюз (Англия) — 282
- 9.  Герд Мюллер (Германия) — 249
- 10.  Марко Ван Бастен (Нидерланды) — 240
- 11.  Джордж Бест (Северная Ирландия) — 193
- 12.  Джанни Ривера (Италия) — 113
- 13.  Маттиас Синделар (Австрия) — 110
- 14.  Фриц Вальтер (Германия) — 105
- 15.  Джузеппе Меацца (Италия) — 90
- 16.  Джачинто Факкетти (Италия) — 79
- 17.  Бобби Мур (Англия) — 74
- 18.  Раймон Копа (Франция) — 72
- 18.  Уве Зеелер (Германия) — 72
- 20.  Франко Барези (Италия) — 66
- 21.  Рууд Гуллит (Нидерланды) — 63
- 22.  Олег Блохин (СССР) — 61
- 23.  Шандор Кочиш (Венгрия) — 54
- 24.  Ладислао Кубала (Испания) — 53
- 24.  Микаэль Лаудруп (Дания) — 53
- 24.  Алессандро «Сандро» Маццола (Италия) — 53
- 27.  Франсиско Хенто (Испания) — 49
- 28.  Йозеф Бицан (Чехословакия) — 47
- 29.  Сильвио Пиола (Италия) — 46
- 30.  Кевин Киган (Англия) — 45
- 31.  Эрнст Оцвирк (Австрия) — 44
- 32.  Лотар Маттеус (Германия) — 43
- 33.  Йожеф Божик (Венгрия) — 41
- 34.  Жюст Фонтен (Франция) — 40
- 34.  Карл-Хайнц Румменигге (Германия) — 40
- 36.  Гуннар Нордаль (Швеция) — 39
- 37.  Денис Лоу (Шотландия) — 38
- 38.  Йожеф Масопуст (Чехословакия) — 35
- 39.  Поль ван Химст (Бельгия) — 28
- 40.  Георгий Аспарухов (Болгария) — 27
- 40.  Паоло Росси (Италия) — 27
- 42.  Джимми Гривз (Англия) — 26
- 42.  Луиджи Рива (Италия) — 26
- 42.  Имре Шлоссер (Венгрия) — 26
- 45.  Стив Блумер (Англия) — 25
- 46.  Збигнев Бонек (Польша) — 24
- 46.  Кенни Далглиш (Шотландия) — 24
- 46.  Алан Симонсен (Дания) — 24
- 46.  Эдуард Стрельцов (СССР) — 24
- 50.  Герхард Ханаппи (Австрия) — 23
- 50.  Луис Суарес Мирамонтес (Испания) — 23
- 52.  Уильям «Дикси» Дин (Англия) — 22
- 53.  Роберто Баджо (Италия) — 21
- 53.  Казимеж Дейна (Польша) — 21
- 53.  Драган Джаич (Югославия) — 21
- 56.  Георге Хаджи (Румыния) — 19
- 56.  Гаэтано Ширеа (Италия) — 19
- 58.  Нильс Лидхольм (Швеция) — 18
- 59.  Гуннар Грен (Швеция) — 17
- 60.  Мариу Колуна (Португалия) — 16
- 60.  Дьердь Шароши (Венгрия) — 16
- 62.  Томми Лоутон (Англия) — 15
- 62.  Христо Стоичков (Болгария) — 15
- 64.  Деннис Бергкамп (Нидерланды) — 14
- 64.  Раймонд Брейн (Бельгия) — 14
- 66.  Томас «Том» Финни (Англия) — 13
- 66.  Гари Линекер (Англия) — 13
- 66.  Джимми Макгрори (Шотландия) — 13
- 66.  Герберт Прохазка (Австрия) — 13
- 70.  Эрик Кантона (Франция) — 12
- 70.  Карл Коллер (Австрия) — 12
- 70.  Паоло Мальдини (Италия) — 12
- 73.  Лиам Брейди (Ирландия) — 11
- 73.  Нандор Хидегкути (Венгрия) — 11
- 73.  Тони Польстер (Австрия) — 11
- 73.  Жан Тигана (Франция) — 11
- 73.  Бернард Вукас (Югославия) — 11
- 73.  Вивьен Джон Вудворд (Англия) — 11
- 79.  Руди Крол (Нидерланды) — 10
- 79.  Деян Савичевич (Югославия) — 10
- 81.  Роберто Беттега (Италия) — 9
- 81.  Алекс Джеймс (Шотландия) — 9
- 81.  Карел Пешек «Када» (Чехословакия) — 9
- 84.  Флориан Альберт (Венгрия) — 8
- 84.  Пауль Брайтнер (Германия) — 8
- 84.  Эмилио Бутрагеньо (Испания) — 8
- 84.  Уильям Джон Чарльз (Уэльс) — 8
- 84.  Рональд Куман (Нидерланды) — 8
- 89.  Всеволод Бобров (СССР) — 7
- 89.  Хьюи Галлахер (Шотландия) — 7
- 89.  Влодзимеж Любаньский (Польша) — 7
- 89.  Драган Стойкович (Югославия) — 7
- 93.  Николае Добрин (Румыния) — 6
- 93.  Гюнтер Нетцер (Германия) — 6
- 93.  Иан Раш (Уэльс) — 6
- 96.  Джон Кэри (Ирландия) — 5
- 96.  Рихард Хофман (Германия) — 5
- 96.  Северино Минелли (Швейцария) — 5
- 96.  Вольфганг Оверат (Германия) — 5
- 100.  Гжегож Лято (Польша) — 4
- 100.  Фриц Шепан (Германия) — 4

#### Вратари столетия
- 1.  Лев Яшин (СССР) — 498
- 2.  Дино Дзофф (Италия) — 373
- 3.  Гордон Бэнкс (Англия) — 360
- 4.  Рикардо Самора (Испания) — 304
- 5.  Зепп Майер (Германия) — 263
- 6.  Франтишек Планичка (Чехословакия) — 204
- 7.  Петер Шмейхель (Дания) — 148
- 8.  Питер Шилтон (Англия) — 124
- 9.  Дьюла Грошич (Венгрия) — 117
- 10.  Жан-Мари Пфафф (Бельгия) — 100
- 11.  Патрик «Пат» Дженнингс (Северная Ирландия) — 76
- 12.  Владимир Беара (Югославия) — 72
- 13.  Рудольф «Руди» Хиден (Австрия) — 63
- 14.  Томас Равелли (Швеция) — 59
- 15.  Харальд «Тони» Шумахер (Германия) — 51
- 16.  Джанпьеро Комби (Италия) — 49
- 16.  Ринат Дасаев (СССР) — 49
- 18.  Ян Томашевски (Польша) — 44
- 19.  Мишель Прюдомм (Бельгия) — 41
- 20.  Ханс ван Брекелен (Нидерланды) — 37
- 20.  Андреас Кёпке (Германия) — 37
- 22.  Ронни Хельстрём (Швеция) — 31
- 22.  Андони Субисаррета (Испания) — 31
- 24.  Эдвин ван дер Сар (Нидерланды) — 21
- 24.  Иво Виктор (Чехословакия) — 21
- 26.  Вальтер Земан (Австрия) — 19
- 27.  Вальтер Дзенга (Италия) — 18
- 28.  Фрэнк Свифт (Англия) — 17
- 29.  Юрген Крой (ГДР) — 16
- 30.  Анжело Перуцци (Италия) — 13
- 30.  Невилл Саутолл (Уэльс) — 13
- 32.  Энрико Альбертози (Италия) — 12
- 32.  Дэвид Симэн (Англия) — 12
- 34.  Сэм Харди (Англия) — 10
- 34.  Хосе Анхель Ирибар (Испания) — 10
- 34.  Юзеф Млынарчик (Польша) — 10
- 34.  Джанлука Пальюка (Италия) — 10
- 34.  Алберто да Кошта Перейра (Португалия) — 10
- 34.  Ханс Тильковски (Германия) — 10
- 40.  Витор Дамаш (Португалия) — 9
- 40.  Хайнрих Штульфаут (Германия) — 9
- 42.  Евгений Рудаков (СССР) — 8
- 43.  Луис Мигель Арконада (Испания) — 7
- 43.  Джулиано Сарти (Италия) — 7
- 43.  Антон «Тони» Турек (Германия) — 7
- 46.  Бернар Лама (Франция) — 6
- 47.  Пьер Шериге (Франция) — 5
- 47.  Алексей Хомич (СССР) — 5
- 47.  Антони Рамальетс (Испания) — 5
- 47.  Рональд Симпсон (Шотландия) — 5
- 47.  Карой Жак (Венгрия) — 5

### Океания

#### Игроки столетия
- 1.  Уинтон Руфер (Новая Зеландия) — 62
- 2.  Фрэнк Фарина (Австралия) — 41
- 3.  Кристиан Карамбё (Новая Каледония) — 40
- 4.  Джо Марстон (Австралия) — 34
- 5.  Джон Космина (Австралия) — 33
- 6.  Алан Эдвард Дэвидсон (Австралия) — 22
- 7.  Пол Окон (Австралия) — 17
- 7.  Роберт «Робби» Слейтер (Австралия) — 17
- 9.  Реджинальд «Рег» Дейт (Австралия) — 14
- 10.  Эдвард «Эдди» Крнчевич (Австралия) — 13
- 11.  Пол Уэйд (Австралия) — 11
- 12.  Крейг Петер Джонстон (Австралия) — 6
- 12.  Стэн Лазаридис (Австралия) — 6
- 12.  Дэвид Митчелл (Австралия) — 6
- 15.  Кеннет Армстронг (Новая Зеландия) — 5
- 15. Эрролл Беннетт (Таити) — 5
- 15.  Брайан Тернер (Новая Зеландия) — 5
- 15.  Жак «Зимако» Атре (Новая Каледония) — 5
- 19. Паскаль Ваируа (Таити) — 5
- 19.  Аурелио Видмар (Австралия) — 4

#### Вратари столетия
- 1.  Марк Боснич (Австралия) — 53
- 2.  Фрэнк Ван Хаттум (Новая Зеландия) — 21
- 3.  Джеймс Макнабб (Австралия) — 14
- 4.  Марк Шварцер (Австралия) — 4
- 4.  Джеймс Тейлор (Новая Зеландия) — 4
- 5.  Кевин Кёртин (Новая Зеландия) — 3

### Южная Америка

#### Игроки столетия
1. Пеле (Бразилия) — 220
2. Диего Армандо Марадона (Аргентина) — 193
3. Альфредо Ди Стефано (Аргентина, Колумбия) — 161
4. Гарринча (Бразилия) — 142
5. Хосе Мануэль Морено (Аргентина) — 82
6. Хуан Альберто Скьяффино (Уругвай) — 52
7. Зико (Бразилия) — 51
8. Арсенио Пастор Эрико (Парагвай) — 42
9. Элиас Фигероа (Чили) — 42
10. Зизиньо (Бразилия) — 40
11. Луис Кубилья (Уругвай) — 25
12. Адольфо Педернера (Аргентина) — 24
13. Артур Фриденрайх (Бразилия) — 21
14. Тостао (Бразилия) — 21
15. Обдулио Хасинто Варела (Уругвай) — 21
16. Омар Сивори (Аргентина) — 19
17. Теофило Кубильяс (Перу) — 17
18. Валдир Перейра «Диди» (Бразилия) — 17
19. Виллингтон Ортис (Колумбия) — 17
20. Хосе Леандро Андраде (Уругвай) — 16
21. Эктор Скароне (Уругвай) — 16
22. Альберто Спенсер (Эквадор) — 16
23. Марио Альберто Кемпес (Аргентина) — 15
24. Энцо Франческоли (Уругвай) — 13
25. Леонидас да Силва (Бразилия) — 13
26. Анхель Амадео Лабруна (Аргентина) — 12
27. Хосе Насасси (Уругвай) — 12
28. Нилтон Сантос (Бразилия) — 12
29. Роналдо (Бразилия) — 12
30. Ромарио (Бразилия) — 11
31. Пауло Роберто Фалькао (Бразилия) — 10
32. Роберто Ривелино (Бразилия) — 10
33. Марсело Салас (Чили) — 10
34. Адемир да Гия (Бразилия) — 9
35. Эктор Чумпитас (Перу) — 8
36. Даниэль Альберто Пассарелла (Аргентина) — 8
37. Луис Эдмундо Перейра (Бразилия) — 7
38. Педро Верхилио Роча (Уругвай) — 7
39. Карлос Вальдеррама (Колумбия) — 6
40. Карлос Алберто Торрес (Бразилия) — 5
41. Леонель Санчес (Чили) — 5
42. Иван Саморано (Чили) — 5
43. Домингос да Гия (Бразилия) — 4
44. Адемир (Бразилия) — 3
45. Хосе Педро Сеа (Уругвай) — 3
46. Раймундо Орси (Аргентина) — 3

#### Вратари столетия
1. Амадео Каррисо (Аргентина) — 68
2. Хосе Луис Чилаверт (Парагвай) — 57
3. Убальдо Фильоль (Аргентина) — 53
4. Жилмар (Бразилия) — 47
5. Ладислао Мазуркевич (Уругвай) — 46
6. Роке Гастон Масполи (Уругвай) — 26
7. Уго Орландо Гатти (Аргентина) — 20
8. Рене Игита (Колумбия) — 18
9. Серхио Роберто Ливингстон (Чили) — 15
10. Эмерсон Леао (Бразилия) — 13
11. Моасир Барбоза (Бразилия) — 11
12. Роберто Антонио Рохас (Чили) — 6
13. Родольфо Серхио Родригес (Уругвай) — 6
14. Америко Тесориере (Аргентина) — 5
15. Манга Аилтон (Бразилия) — 4
16. Андрес Масали (Уругвай) — 4
17. Антонио Рома (Аргентина) — 4

## По странам

### Аргентина

#### Игроки столетия
1. Диего Армандо Марадона — 193
2. Альфредо Ди Стефано — 161
3. Хосе Мануэль Морено — 82
4. Адольфо Педернера — 24
5. Омар Сивори — 19
6. Марио Кемпес — 15
7. Анхель Амадео Лабруна — 12
8. Даниэль Альберто Пассарелла — 8
9. Раймундо Орси — 3
10. Оскар Руджери — 1

#### Вратари столетия
1. Амадео Каррисо — 68
2. Убальдо Фильоль — 53
3. Уго Орландо Гатти — 20
4. Америко Тесориере — 5
5. Антонио Рома — 4

### Австрия

#### Игроки столетия
- 1.Маттиас Синделар — 110
- 2.Эрнст Оцвирк — 44
- 3.Герхард Ханаппи — 23
- 4.Херберт Прохазка — 13
- 5.Карл Коллер — 12
- 6.Тони Польстер — 11
- 7.Эрнст Хаппель — 3
- 8.Ханс Кранкль — 2

#### Вратари столетия
- 1.Рудольф «Руди» Хиден — 63
- 2.Вальтер Земан — 19
- 3.Михаэль Конзель — 3

### Бельгия

#### Игроки столетия
- 1.Поль Ван Химст — 28
- 2.Раймон Брен — 14
- 3.Эрик Геретс — 3
- 4.Ян Кулеманс — 2
- 4.Джозеф Мерманс — 2

#### Вратари столетия
- 1.Жан-Мари Пфафф — 100
- 2.Мишель Прюдомм — 41
- 3.Жан Де Би — 3

### Бразилия

#### Игроки столетия
1. Пеле — 220
2. Гарринча — 142
3. Зико — 51
4. Зизиньо — 40
5. Артур Фриденрайх — 21
6. Тостао — 21
7. Валдир Перес «Диди» — 17
8. Леонидас да Силва — 13
9. Нилтон Сантос — 12
10. Роналдо — 12
11. Ромарио — 11
12. Пауло Роберто Фалькао — 10
13. Роберто Ривелино — 10
14. Адемир да Гия — 9
15. Луис Эдмундо Перейра — 7
16. Карлос Алберто Торрес — 5
17. Домингос да Гия — 4
18. Адемир — 3
19. Бебето — 2
20. Жаирзиньо — 2

#### Вратари столетия
1. Жилмар — 47
2. Эмерсон Леао — 13
3. Моасир Барбоза — 11
4. Манга Аилтон — 4

### Англия

#### Игроки столетия
- 1. Бобби Чарльтон — 303
- 2. Стенли Мэттьюз — 282
- 3. Бобби Мур — 74
- 4. Кевин Киган — 45
- 5. Джимми Гривс — 26
- 6. Стив Блумер — 25
- 7. Уильям "Дикси" Дин — 22
- 8. Томми Лоутон — 15
- 9. Томас "Том" Финни — 13
- 9. Гари Линекер — 13
- 11. Вивьен Джон Вудворд — 11

#### Вратари столетия
- 1.Гордон Бенкс — 360
- 2.Питер Шилтон — 124
- 3.Фрэнк Свифт — 17
- 4.Дэвид Симэн — 12
- 5.Самуэль Харди — 10
- 6.Гарри Гиббс — 3

### Франция

#### Игроки столетия
- 1.Мишель Платини — 505
- 2.Раймонд Копа — 72
- 3.Жюст Фонтен — 40
- 4.Эрик Кантона — 12
- 5.Жан Тигана — 11
- 6.Робер Жонке — 2

#### Вратари столетия
- 1.Бернар Лама — 6
- 2.Пьер Шеригес — 5
- 3.Жюльен Дарюи — 4
- 4.Фабьен Бартез — 3

### Германия

#### Игроки столетия
- 1.Франц Беккенбауэр — 709
- 2.Герд Мюллер — 249
- 3.Фриц Вальтер — 105
- 4.Уве Зеелер — 72
- 5.Лотар Маттеус — 43
- 6.Карл-Хайнц Румменигге — 40
- 7.Пауль Брайтнер — 8
- 8.Гюнтер Нетцер — 6
- 9.Ричард Хофманн — 5
- 9.Вольфганг Оверат — 5
- 11.Фриц Шепан — 4
- 12.Андреас Бреме — 2
- 12.Бернд Шустер — 2
- 13.Андреас Мёллер — 1
- 13.Руди Фёллер — 1

#### Вратари столетия
- 1. Зепп Майер — 263
- 2. Харальд «Тони» Шумахер — 51
- 3. Андреас Кёпке — 37
- 4. Юрген Крой — 16
- 5. Ханс Тильковски — 10
- 6. Генрих Штульфаут — 9
- 7. Антон «Тони» Турек — 7
- 8. Бодо Иллгнер — 4
- 9. Ханс Якоб — 3
- 10. Ульрих Штайн — 13

### Венгрия

#### Игроки столетия
- 1.Ференц Пушкаш — 667
- 2.Шандор Кочиш — 54
- 3.Йожеф Божик — 41
- 4.Имре Шлоссер — 26
- 5.Дьердь Шароши — 16
- 6.Нандор Хидегкути — 11
- 7.Флориан Альберт — 8
- 8.Дьёрдь Орт — 2

#### Вратари столетия
- 1.Дьюла Грошич — 117
- 2.Карой Жак — 5

### Италия

#### Игроки столетия
- 1.Джанни Ривера — 113
- 2.Джузеппе Меацца — 90
- 3.Джачинто Факкетти — 79
- 4.Франко Барези — 66
- 5.Алессандро Маццола — 53
- 6.Сильвио Пиола — 46
- 7.Паоло Росси — 27
- 8.Луиджи Рива — 26
- 9.Роберто Баджо — 21
- 9.Гаэтано Ширеа — 19
- 11.Паоло Мальдини — 12
- 12.Роберто Беттега — 9
- 13.Джампьеро Бониперти — 3

#### Вратари столетия
- 1.Дино Дзофф — 373
- 2.Джанпьеро Комби — 49
- 3.Вальтер Дзенга — 18
- 4.Анжело Перуцци — 13
- 5.Энрико Альбертози — 12
- 6.Джанлука Пальюка — 10
- 7.Джулиано Сарти — 7
- 8.Лоренцо Буффон — 4

### Нидерланды

#### Игроки столетия
- 1. Йохан Кройф — 753
- 2. Марко ван Бастен — 240
- 3. Рууд Гуллит — 63
- 4. Деннис Бергкамп — 14
- 5. Руд Крол — 10
- 6. Рональд Куман — 8
- 7. Франк Райкард — 3
- 8. Фас Вилкес — 2

#### Вратари столетия
- 1. Ханс ван Брёкелен — 37
- 2. Эдвин ван дер Сар — 21
- 3. Эдди Питерс Графланд — 3

### Испания

#### Игроки столетия
- 1.Альфредо Ди Стефано — 708
- 2.Ференц Пушкаш — 667
- 3.Ладислао Кубала — 53
- 4.Франсиско Хенто — 49
- 5.Луис Суарес Мирамонтес — 23
- 6.Эмилио Бутрагеньо — 8
- 7.Мигель «Мичел» Гонсалес — 3
- 8.Амансио Амаро Варела — 2
- 9.Тельмо «Сарра» Сарраонайндия — 2

#### Вратари столетия
- 1.Рикардо Самора — 304
- 2.Андони Субисаррета — 31
- 3.Хосе Анхель Ирибар — 10
- 4.Луис Мигель Арконада — 7
- 5.Антони Рамальетс — 5
- 6.Франсиско Буйо — 3

### Уругвай

#### Игроки столетия
1. Хуан Альберто Скьяффино — 52
2. Луис Кубилья — 25
3. Обдулио Хасинто Варела — 21
4. Эктор Скароне — 16
5. Хосе Леандро Андраде — 16
6. Энцо Франческоли — 13
7. Хосе Насасси — 12
8. Педро Верхилио Роча — 7
9. Хосе Педро Сеа — 3
10. Альсидес Эдгардо Гиджа — 2

#### Вратари столетия
1. Ладислао Мазуркевич — 46
2. Роке Гастон Масполи — 26
3. Родольфо Серхио Родригес — 6
4. Андрес Масали — 4

## Наилучший результат среди полевых футболистов и вратарей по всем странам

#### Полевые игроки
- Австралия — Фрэнк Фарина
- Австрия — Маттиас Синделар
- Алжир — Лахдар Беллами
- Англия — Бобби Чарльтон
- Аргентина — Диего Армандо Марадона
- Бельгия — Пол Ван Химст
- Болгария — Георгий Аспарухов
- Бразилия — Пеле
- Венгрия — Ференц Пушкаш
- Гана — Абеди Пеле
- Гватемала — Оскар Энрике «Конехо» Санчес
- Гвинея — Петит Сорри
- Германия — Франц Беккенбауэр
- Гондурас — Жильберто Йервуд
- Дания — Микаэль Лаудруп
- Египет — Махмуд Эль-Хатиб
- Заир — Тшимен Бванга
- Замбия — Калуша Бвалиа
- Израиль — Ави Кохен
- Индия — Прадип Кумар Банерджи
- Иран — Али Даеи
- Ирак — Ахмед Рахди
- Ирландия — Лиам Брейди
- Испания — Альфредо Ди Стефано
- Италия — Джанни Ривера
- Камерун — Роже Милла
- Канада — Брюс Уилсон
- Китай — Фань Чжии
- КНДР — Пак Ду Ик
- Колумбия — Виллингтон Ортис
- Республика Конго — Пол Мукила
- Коста-Рика — Алехандро Морера
- Кот-д’Ивуар — Лоран Поку
- Куба — Марио Лопез
- Кувейт — Файзал Али Ак-Дахил
- Либерия — Джордж Веа
- Малайзия — Мохтар Дахари
- Мали — Салиф Кейта
- Марокко — Ахмед Фарас
- Мексика — Уго Санчес
- Нигерия — Финиди Джордж
- Нидерланды — Кройф, Йохан
- Новая Зеландия — Уинтон Руфер
- Новая Каледония — Кристиан Карамбё
- ОАЭ — Абанан Аль-Талияни
- Панама — Хулио Сезар Дели Вальдес
- Парагвай — Арсенио Пастор Эрико
- Перу — Теофило Кубильяс
- Польша — Збигнев Бонек
- Португалия — Эйсебио
- Румыния — Георге Хаджи
- Сальвадор — Хорхе Альберто Гонсалес Барильяс
- Саудовская Аравия — Абдулла Маджед
- Северная Ирландия — Джордж Бест
- Сингапур — Ахмад Фанди
- СССР — Олег Блохин
- США — Билли Гонсалвес
- Таиланд — Пьяпонг Пье-оун
- Французская Полинезия — Эрролл Беннетт
- Тринидад и Тобаго — Дуайт Йорк
- Тунис — Тарек Диаб
- Уругвай — Хуан Альберто Скьяффино
- Уэльс — Уильям Джон Чарльз
- Франция — Мишель Платини
- Шотландия — Денис Лоу
- Чад — Яфет Н’Дорам
- Чехословакия — Йозеф Бицан
- Чили — Элиас Фигероа
- Швейцария — Северино Минелли
- Швеция — Гуннар Нордаль
- Эквадор — Альберто Спенсер
- ЮАР — Марк Фиш
- Югославия — Драган Джаич
- Республика Корея — Чха Бом Гын
- Япония — Кадзуёси Миура